# Vincent Roca
Pour les articles homonymes, voir Roca.
 (avril 2016).
Si vous disposez d'ouvrages ou d'articles de référence ou si vous connaissez des sites web de qualité traitant du thème abordé ici, merci de compléter l'article en donnant les références utiles à sa vérifiabilité et en les liant à la section « Notes et références ».
Vincent Roca est un humoriste, écrivain et chroniqueur français, né à Bregenz (Autriche) le 17 mai 1950 De janvier 2000 à juin 2011, il a été chroniqueur à l'émission Le Fou du roi de Stéphane Bern sur France Inter.
Le 9 mars 2011, il obtient le grand prix Raymond-Devos, prix destiné à « récompenser un artiste dont l’œuvre ou l’action contribue au progrès de la langue française, à son rayonnement et à sa promotion » des mains du ministre de la Culture et de la Communication.
À partir du 14 mars 2012, il joue son spectacle Vite, rien ne presse !, mis en scène par Gil Galliot, au théâtre du Lucernaire à Paris, puis le reprend au théâtre du Petit Hébertot, toujours à Paris, jusqu'à fin avril 2013.
Vincent Roca est parrain de l'association Sourires d'enfants et contribue à l'organisation de spectacles en faveur des enfants d'Asie du Sud-Est.

## Spectacles
- 1989 Allegro ma non troupeau, textes de Vincent Roca, créé au Festival d'Avignon et tourné plus de 400 fois en France, Québec, Suisse, Belgique...
- 1993 Moderato cantabudulé, textes de Vincent Roca, avec Eddy Schaff et Vincent Roca
- 1993 Carré d'agneaux, avec Vincent Roca, Jacques Dau, Jean-Marc Catella et Pierre Aucaigne
- 1995 Texte-appeal, de et avec Vincent Roca
- 1995 Et le petit l'a peint, spectacle sur les chansons de Boby Lapointe, avec Vincent Roca, décor de Jean Juillac
- 1998 Se moquing, no se moquing, avec Jacques Dau, Jean-Marc Catella et Vincent Roca
- 1999 Mots et usage de mots, co-écrit avec François Rollin, mise en scène du François Rollin, avec Vincent Roca
- 2000 Un simple froncement de sourcil, avec Jacques Dau, Jean-Marc Catella et Vincent Roca, co-écrit avec Ged Marlon, mise en scène de Ged Marlon
- 2003 Vincent Roca sucre les phrases, de et avec Vincent Roca
- 2003 Sur le fil dérisoire, co-écrit avec François Rollin, mise en scène du François Rollin, avec Vincent Roca
- 2006 Une heure de gaité par semaine, créé au Théâtre de la Gaîté à Paris, mise en scène de Michèle Guigon, avec Vincent Roca
- 2010 Et le vin fut..., avec Jean-Baptiste Azéma, Gérard Morel, Camille Schnebelen, Trinidad, Wally, et, à 'accordéon, Françoise Chaffois, spectacle sur le vin, dans le cadre des Soirées "Atmosphère" de l'Espace Michel Simon à Noisy le Grand.
- 2010 Delirium très mots, textes de Vincent Roca, avec Vincent Roca
- 2011 Vite, rien ne presse !, mis en scène par Gil Galliot, textes de Vincent Roca, avec Vincent Roca
- 2014 Qu'est-ce qu'on fait pour Noël ?, textes de Vincent Roca, avec Jacques Dau et Vincent Roca, mise en scène de Jean-Pierre Beauredon
- 2014 Roca Wally, 150 kg à deux... on vous en met un peu plus ?, textes et chansons de Vincent Roca et Wally, avec Vincent Roca et Wally[4]
- 2017 Ma Parole !, textes de Vincent Roca, avec Vincent Roca, mise en scène Gil Galliot, Avignon Off 2017
- 2022 Danlor l'insolent, Roland Garros, texte de Vincent Roca et Éric Bouvron, mise en scène d'Éric Bouvron
- 2023 Kabar et..., conception et mise en scène d'Éric Bouvron et Vincent Roca, festival Komidi
- 2024 Kabar et...", version 2024, conception et mise en scène d'Éric Bouvron et Vincent Roca, festival Komidi

## Livres
- Vincent Roca, Papiers bavards, Paris, Éditions Albin Michel, 2000, 331 p. (ISBN 2-226-13090-X, BNF 38879296)
- Vincent Roca, Vincent Roca sucre les phrases, Paris, Éditions Albin Michel, 2003, 313 p. (ISBN 2-226-13858-7, BNF 39020381)
- Vincent Roca, Éloge de quelques inutiles (et autres célébrités), Paris, Éditions Le Pré aux clercs, 2005, 297 p. (ISBN 2-84228-233-7, BNF 39952070)
- Vincent Roca, Tout Roca... sinon rien !, Paris, Chiflet et Cie, 2009, 237 p. (ISBN 2-35164-076-4, BNF 42143679)
- Vincent Roca, Vite, rien ne presse ! (livre-disque), Paris, Camino Verde, 2011, 52 p. (ISBN 9791090267008)
- Vincent Roca, Qu'est-ce qu'on fait pour Noël ? (livre-disque), Paris, Camino Verde, 2014, 52 p. (ISBN 9791090267091, OCLC 912792623)